# 川上俊彦

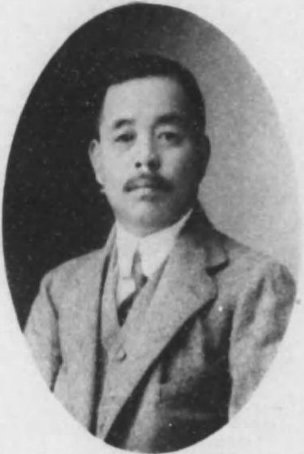
川上俊彦

川上 俊彦（かわかみ としつね、1862年1月28日（文久元年12月29日） - 1935年（昭和10年）9月12日）は、明治から昭和初期にかけて活躍した外交官、実業家である。外交官時代はロシア関連の役職を歴任し、日露戦争では旅順要塞陥落時の水師営の会見で通訳を務め、ハルビン総領事時代には伊藤博文暗殺事件に遭遇した。退官後は日魯漁業社長などを務めた。

## 経歴
村上藩士・川上泉太郎の長男として越後国村上（現在の新潟県村上市）で生まれる。幼名は銀太郎。

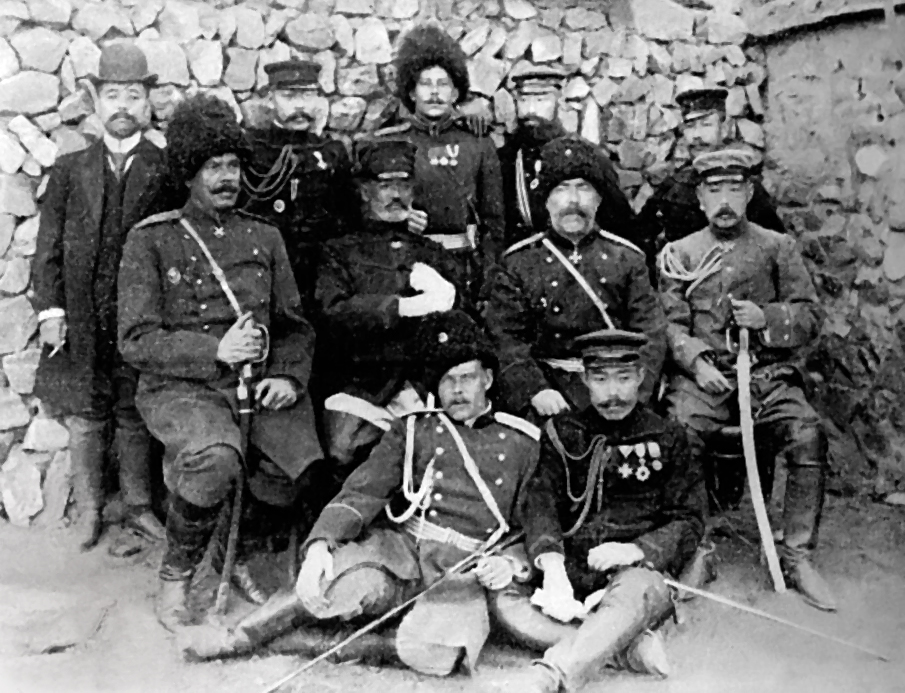
旅順停戦条約（1905年）の記念撮影。後列一番左が川上

新潟師範学校を中退し東京外国語学校ロシア語学科に入学。1884年に卒業後、外務省に入省。1900年、ウラジオストックの貿易事務官となり、日露戦争開戦時には残留邦人の救出に尽力した。1904年（明治37年）9月、外交顧問として遼東守備軍司令部付となり、次いで満洲軍総司令部付となる。1905年（明治38年）1月5日、水師営で行われた第3軍司令官乃木希典と旅順要塞司令官アナトーリイ・ステッセリの会見では通訳を務めた。1906年（明治39年）に再びウラジオストクの貿易事務官を務めた後、1907年（明治40年）、ハルビン総領事となる。1909年（明治42年）10月26日にハルビン駅で発生した伊藤博文暗殺事件では、随員だった川上も巻き込まれ、流れ弾が命中し負傷した。
1913年（大正2年）12月から南満州鉄道理事を務める。1917年（大正6年）に外務省臨時調査部嘱託としてロシア出張を命じられる。1920年（大正9年）11月、初代駐ポーランド公使となり同国と通商航海条約を締結。1923年（大正12年）に帰国後、東京市長後藤新平が招へいしたソ連駐華全権公使アドリフ・ヨッフェと日ソ国交樹立に向けた非公式予備交渉を行う。次いで1925年（大正14年）の日ソ基本条約締結後、北樺太利権交渉団の顧問となった。
1926年（大正15年）8月16日、北樺太鉱業会長に就任。ついで1929年（昭和4年）から日魯漁業社長を務める。1935年、鎌倉の別邸で死去。墓地は多磨霊園にある。
個人の書簡や報告書等が国へ寄贈され、外務省外交史料館に所蔵されている。

## 家族
- 父・川上泉太郎 - 村上藩士
- 妻・常盤（トキハ、1875年生） - 北海道士族・木本成三の二女として函館で生まれ、遺愛女学校、女子学院で英語とキリスト教を学び、1900年に俊彦と結婚。
- 娘・清（1911年生） - 夫は松本烝治長男・松本正夫（慶応大学教授）。子に島多代などがおり、娘たちの夫に島隆 (鉄道技術者)、小林陽太郎らがいる。
- 娘・千代（1913年生） - 夫は岡田良一郎の孫・竹山謙三郎（日本女子大学教授）。夫の兄に竹山道雄、夫の義兄（姉の夫）に一戸二郎、船田享二、夫の伯父に岡田良平、男爵一木喜徳郎。[14]

## 栄典
位階
- 1912年（明治45年）6月21日 - 正五位[15]

勲章
- 1902年（明治35年）12月28日 - 単光旭日章[16]

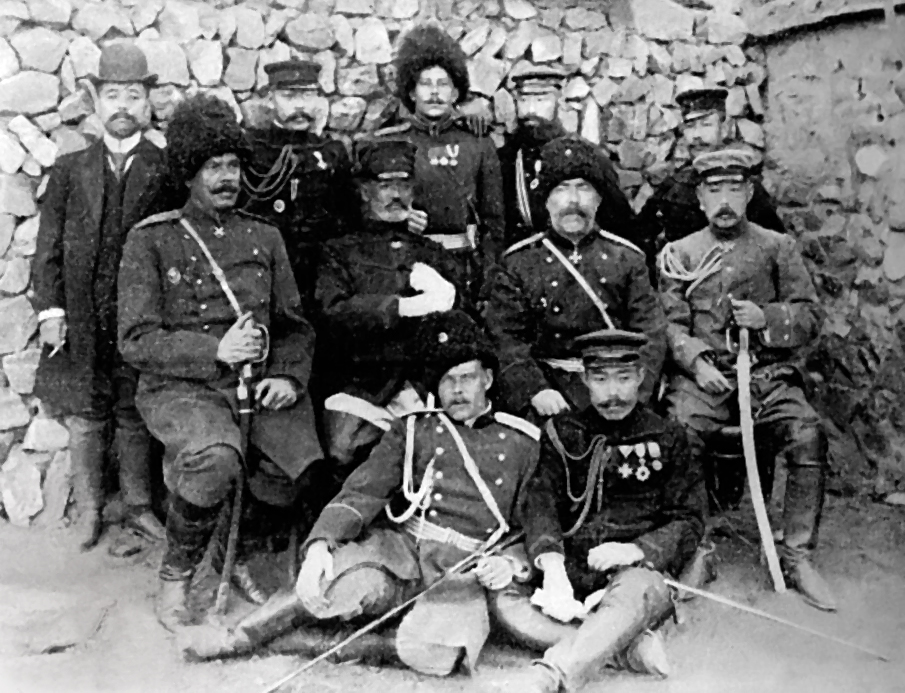
水師営の会見後の記念写真。後列一番左が川上。

- 1912年（大正元年）8月1日 - 韓国併合記念章[17]